# Могадишо (порт)
Порт Могадишо, также известен как Международный порт Могадишо — морской порт Могадишо, столицы Сомали. Классифицирован как крупный порт класса. Является самой большой гаванью в стране.

## История
Со времён Римской империи торговый порт под названием Сарапион существовал на территории современного Могадишо. Однако в Средние века порт Могадишо был очень маленьким, и только с прибытием итальянцев в 1890 году были сделаны первые улучшения, направленные на создание современного порта. С тех пор пропускная способность порта увеличилась, и он стал самым важным портом Сомали и одним из крупнейших в Восточной Африке.

### Порто-ди-Могадишо
Порт Могадишо был создан как современный порт (называемый по-итальянски «Порто-ди-Могадишо») с магазинами и доками в конце 1920-х годов итальянским правительством Сомали. В 1930 году перед расширенным портом была сооружена защитная дамба с волнорезами, которая была связана с внутренними частями Сомали железной дорогой и даже новой «имперской дорогой» (из Могадишо в Аддис-Абебу).
В 1934 году из порта итальянского Могадишо было экспортировано 43 467 тонн сельскохозяйственной продукции (в основном бананов) в Италию и Европу. Для этого коммерческого транспорта использовались специальные контейнеровозы под названием «RAMB» (построены с возможностью переоборудования в вспомогательный крейсер). Ramb II был банановой лодкой, базирующейся в Могадишо. Это был второй из четырёх родственных кораблей, построенных по одному и тому же проекту: другими кораблями были Ramb I, Ramb III, Ramb IV. Четыре корабля были построены для Royal Banana Monopoly («Regia Azienda Monopolio Banane») для перевозки охлаждённых бананов из Итальянского Сомали в Италию. В 1936 году в порту открылись еженедельные международные морские перевозки пассажиров, соединяющие Могадишо с Массауа в Эритрее и Генуей в Италии с итальянским Ллойд Триестино и Итальянской линией. MS Vulcania был трансатлантическим кораблем, который обслуживал порт Могадишо. Позже, в 1941 году порт был повреждён британскими бомбардировками во время Второй мировой войны.
В 1960-х годах порт был улучшен благодаря исследованиям, проведённым Инженерным корпусом армии США.

## Проект реабилитации порта Могадишо

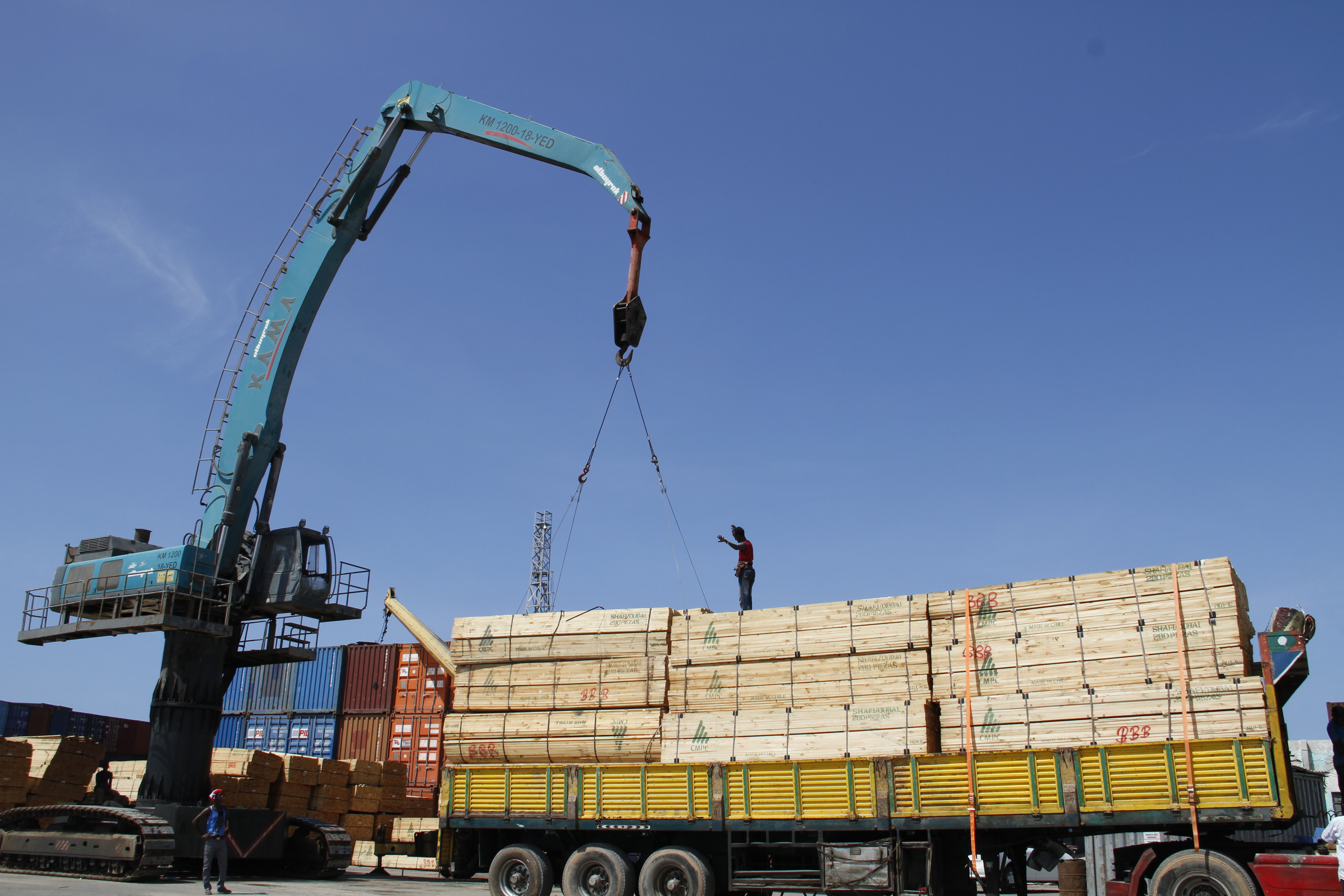
Мужчина контролирует погрузочно-разгрузочное оборудование при разгрузке.

После того, как порту был нанесён некоторый ущерб во время гражданской войны, Федеральное правительство Сомали начало проект восстановления порта Могадишо, проявив инициативу по восстановлению, развитию и модернизированию. Ремонт включает установку технологии Alpha Logistics. Совместная международная делегация, состоящая из директора порта Джибути и китайских официальных лиц, специализирующихся на реконструкции инфраструктуры, одновременно посетила объект в июне 2013 года. По словам менеджера порта Могадишо Абдуллахи Али Нура, делегаты вместе с местными сомалийскими официальными лицами получили отчёты о функциях порта в рамках этапов планирования проекта строительства.
В ноябре 2014 года министр транспорта Саид Джама Мохамед выступил в порту Могадишо с инициативой новой транспортной реформы. Он встретился с представителями местного транспортного союза, чтобы обсудить вопросы оптимизации внедрения новой системы, обеспечиния её прозрачности и подотчётности, а также оценить их требования и требования владельцев перевозимых грузов, которых они представляют. По словам Мохамеда, конечной целью проекта является создание справедливой транспортной системы. Он также подчеркнул, что владельцы транспортных средств должны следить за тем, чтобы их автомобили находились в хорошем состоянии и соответствовали стандартам владельцев грузов.

### Simatech Shipping
Сообщается, что в 2013 году руководство порта Могадишо заключило соглашение с представителями компании Simatech Shipping LLC, расположенной в Дубае, о выполнении жизненно важных операций в морском порту. Предполагается, что под названием Mogadishu Port Container Terminal компания возьмёт на себя все технические и операционные функции порта.

### Аль-Байрак
В октябре 2013 года Кабинет министров Сомали одобрил соглашение с турецкой фирмой «Аль-Байрак» об управлении портом Могадишо на 5-летний период. По данным канцелярии премьер-министра, сделка была обеспечена министерством портов и общественных работ, которое также возлагает на «Аль-Байрак» ответственность за восстановление и модернизацию порта. «Аль-Байрак» ранее руководила строительством Стамбульского метро в Стамбуле.
В апреле 2014 года Федеральный парламент отложил завершение сделки по управлению морским портом до утверждения нового законопроекта об иностранных инвестициях. Депутаты также потребовали, чтобы соглашение было передано в законодательный орган для обсуждения и обеспечения учёта интересов работников порта. В сентябре 2014 года Федеральное правительство официально передало управление портом Могадишо «Аль-Байраку». Глава турецкой компании Ахмед Салим указал, что по условиям соглашения 55 % выручки морского порта пойдёт правительству, а оставшиеся 45 % предназначены для фирмы. По словам министра транспорта и морского порта Юсуфа Маолима Амина, передача управления, как ожидается, удвоит доходы федеральных властей от порта. Стоимость проекта модернизации Аль-Байрака составляет 80 млн. $.

### Африканское морское пароходство — Могадишо
К 2014 году зарегистрированная в Дубае судоходная компания расширила свою деятельность до порта Могадишо. В 2015 году компания African Shipping Line-Kenya прошла регистрацию и присутствие в качестве судового агентства и контейнерного агента в порту. African Shipping Line — ASLINE Somalia, представитель компании African Shipping Line — ASLINE Kenya, расположенной в Кении, намерен предоставлять услуги, связанные с агентированием судов, лайнеров, морской безопасности и контейнерной логистикой в портах Могадишо и Бербера.